# Hieronymus Scholeus

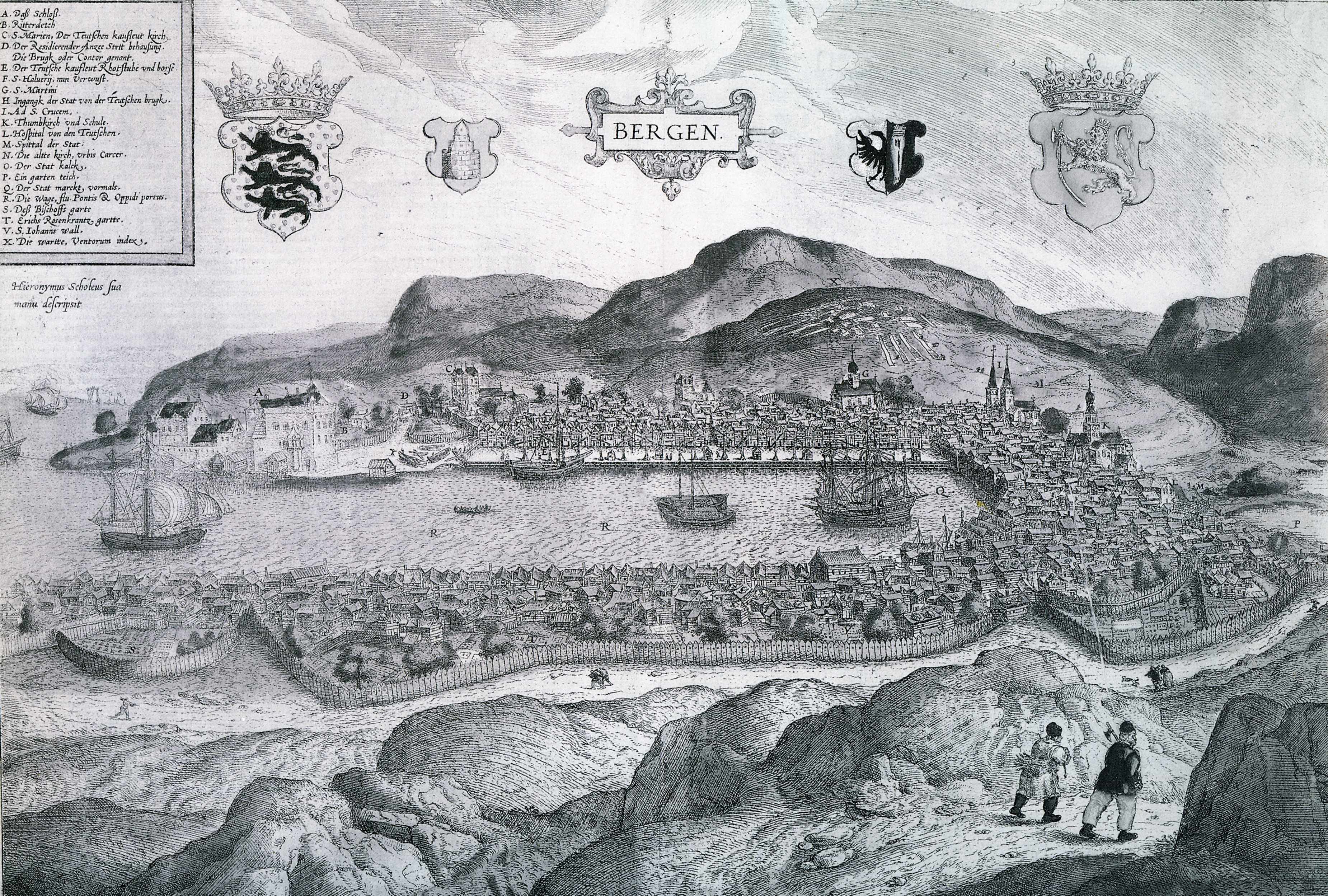
«Scholeussticket» är den äldsta kända bilden av Bergen

Hieronymus Scholeus var en konstnär av okänd nationalitet som år 1581 tecknade den första tillförlitliga översiktsbilden av Bergen. Den finns som kopparstick i atlasen Civitates Orbis Terrarum, utgiven i Köln i åren 1572–1618 av prästen Georg Braun och grafikern Franz Hogenberg. Bergensbilden finns i fjärde bandet av verket  Liber quartus urbium praecipuarum totius mundi, utgivet år 1589.
Scholeus tecknade också en översiktsbild av Stockholm i samma band..